# Tyler Oakley
Mathew Tyler Oakley (Jackson, Michigan, 1989. március 22. –) amerikai YouTube-személyiség, humorista, író és aktivista. Oakley aktivizmusa nagyrészt az LMBT fiatalokhoz és LMBT jogokhoz való elkötelezettségében merül ki, valamint a társadalmi kérdésekben, mint az egészségügyi ellátás, az oktatás és az LMBT fiatalok öngyilkosságának megelőzése. Oakley rendszeresen tesz közzé anyagot különböző témákban, beleértve a queerelméletet, a popkultúrát és a humort.
2007-ben Oakley elkezdett videókat készíteni a YouTube-ra, az első videója, a Raindrops több mint 420.000 megtekintéssel rendelkezik. 2007-ben az első videója óta több mint 400 további videót osztott meg és több mint 8 millió feliratkozója és több mint 535 millió össznézettsége lett. Oakley, aki nyíltan homoszexuális egykori tagja volt a sikeres YouTube csatornának az "5AwesomeGays"-nek. 2016 februárjában több mint 5 millió követője volt Twitter-en és 6 millió Instagram-on.
2013 márciusában társ-műsorvezetője volt a heti pop-kulturális híreknek, a "Top That!"-nek. 2013-14-ben ő volt a hangja 5 részben Mr. McNeely-nek a Most Popular Girls in School című internetes vígjáték sorozatban. Oakley-nak több százezer követője van Facebook-on és Tumblr-n. 2015-ben kiadta az első gyűjteményét humoros esszékkel Binge cím alatt a Simon & Schuster kiadónál.

## Magánélete
Mathew Tyler Oakley 1989. március 22-én született Jacksonban, Michiganben, az Allegiance Health kórházban. Összesen 12 testvére van. Szülei még kiskorában elváltak.
Mikor 6. osztályos volt, egy új városba költöztek, és Oakley bekapcsolódott a művészetekbe (különösen kórus és dráma). Ez időben Oakley evészavarokkal is küzdött, melynek következtében romlott a saját testképe, ahogy ő mondja, "menni az élet egyik egészségtelen pontjából a másikba". Mikor Oakley gimnáziumba ment, a kórustanára segítségével legyőzte ezeket a zavarokat.
14 éves korában, mikor új volt a gimnáziumban, Tyler nyilvánosságra hozta, hogy meleg.
Oakley a diplomaosztóján arról beszélt, hogy hogyan "színház az egész világ". A Michigan Állami Egyetemen tanult kommunikációt, marketinget és közösségi médiát.